# Алгоритм (C++)
В Стандартній бібліотеці C++, алгоритми це компоненти, що виконують алгоритмічні операції над контейнерами і іншими послідовностями.
Стандарт C++ містить деякі стандартні алгоритми зібрані в файлі заголовку <algorithm>. 
Корисні алгоритми також зібрані в заголовковому файлі <numeric>. Всі алгоритми знаходяться в просторі імен std.

## Категорії алгоритмів
Алгоритми стандартної бібліотеки C++ організовані в рамках наступних категорій.
- Операції, що не змінюють послідовності (наприклад, find_if, count, search)
- Операції що змінюють послідовність (наприклад, replace, remove, reverse)
- Сортування (наприклад, sort, stable_sort, partial_sort)
- Бінарний пошук (наприклад, lower_bound, upper_bound)
- Купа (наприклад, make_heap, push_heap)
- Мінімум/максимум (наприклад, min, max)

## Приклади
- OutputIterator copy(InputIterator source_begin, InputIterator source_end, OutputIterator destination_begin)
- void fill(ForwardIterator destination_begin, ForwardIterator destination_end, T value)
- InputIterator find(InputIterator begin, InputIterator end, T search_object) (повертає ітератор знайденого об'єкту або end, якщо об'єкт не знайдено)
- const T& max(const T& a, const T& b) повертає більший з двох аргументів
- ForwardIterator max_element(ForwardIterator begin, ForwardIterator end) знаходить максимальний елемент в наборі
- const T& min(const T& a, const T& b) повертає менший з двох аргументів
- ForwardIterator min_element(ForwardIterator begin, ForwardIterator end) знаходить мінімальний елемент в наборі